# Serafín Ocón
Serafín Ocón y Alonso-Barroeta fue jefe de negociado de 1ª clase de Correos. Director general de Correos entre 1932 y 1934. 

## Trayectoria
Ocón fue nombrado director general técnico accidental el 6 de febrero de 1932, tras la dimisión de Alfredo Nistal Martínez, que había sido nombrado por el nuevo ministro de Comunicaciones Diego Martínez Barrio en la dirección general de Correos en los primeros compases de la Segunda República española. En efecto, Martínez Barrio nombró a Nistal el mismo día 20 de febrero de 1931, Gaceta del 21.  Entre sus aportaciones figuró la ley de Bases del servicio de Correos. Por orden ministerial de 15 de junio de 1931 se creó la Comisión de Reformas Postales, cuyos trabajos concluyeron en el anteproyecto de ley de Bases para la reorganización de los servicios de Correos, y que se disolvió en febrero de 1932, momento de la dimisión de Nistal. Ocón fue confirmado en el cargo con fecha 1 de abril de 1932 y la nueva ley fue aprobada el 1 de julio de ese año. 
Ocón se mantuvo en la dirección general técnica de Correos hasta junio de 1934, cuando dimitió junto al oficial mayor del ministerio, Dionisio Morales López.  Le sustituyó en el cargo Martín Vicente Salto, que al poco tiempo fue testigo de la derogación de la ley de 1932. 
El 16 de junio se publica en la Gaceta de Madrid su jubilación por enfermedad. 

## Publicaciones
- El Correo y la República. Madrid, M. Aguilar Edit, 1934. [7]